# К-42
К-42 «Ростовский Комсомолец» — советская атомная подводная лодка проекта 627А «Кит», входившая в состав ВМФ СССР в 1963—1989 годах.

## История
Заложена 28 ноября 1962 года на стапеле цеха № 42 Северного машиностроительного предприятия под заводским номером 290. Спущена на воду 17 августа 1963 года. С 23 августа по 22 октября 1963 года на лодке были проведены швартовные испытания оборудования и механизмов. Заводские ходовые испытания проводились в период с 22 по 26 октября 1963 года. Государственные испытания проходили с 27 октября по 30 ноября 1963 года. 30 ноября 1963 года Государственная комиссия подписала акт о завершении государственных испытаний К-42.
Включена в состав Северного флота 14 декабря 1963 года, зачислена в состав 3-й дивизии подводных лодок с местом базирования в Западной Лице. Первым командиром К-42 был назначен капитан 2-го ранга Панов И. И.
В период с 7 сентября по 2 октября 1964 года К-42 выполняла задание в районе итоговых манёвров объединённых ВМС НАТО «Феликс-64».
В 1965—1966 годах лодка отрабатывала задачи боевой подготовки, проводила испытания новой техники и обучение новых экипажей атомных подводных лодок, пройдя в 1966 году 2200 морских миль в надводном положении и 4200 морских миль в подводном.
С декабря 1966 года по февраль 1968 года лодка проходила текущий ремонт на судоремонтном заводе № 10. В процессе ремонта была произведена замена парогенератора.
В период с 20 августа по 5 сентября 1968 года К-42 в группе с ракетной атомной подводной лодкой К-55 проекта 658 совершила подлёдный переход с Северного флота на Тихоокеанский флот в Петропавловск-Камчатский, это был первый подобный переход со штатным ядерным оружием на борту. Командовал переходом командир 1-й флотилии подводных лодок Северного флота капитан 1 ранга Михайловский А. П. (по другим данным командовал контр-адмирал В. Г. Кичёв, награждённый за переход орденом Ленина), командир К-42 — капитан 1-го ранга В. И. Заморев. При переходе лодка прошла 1749 морских миль под водой за 137 часов 19 минут. 27 августа К-42 всплыла поблизости от дрейфующей полярной станции Северный полюс-16.
С 12 сентября 1968 года К-42 вошла в состав 45-й ДиПЛ Тихоокеанского флота с базированием в Вилючинске. В кампанию 1968 — 1972 годов К-42 совершила один автономный поход на боевую службу продолжительностью 50 суток, на отработку задач боевой подготовки было потрачено 100 суток.
21 марта 1969 года при нахождении лодки на глубине 70 метров произошло затопление трюма турбинного отсека. К-42 всплыла в надводное положение с дифферентом 5° на корму, в результате чего из-за перемещения забортной воды в корму произошло засоление питательной воды второго контура и циркуляционного масла главного турбозубчатого агрегата через нарушенные уплотнения конденсатно-питательной системы.
С ноября 1972 года по октябрь 1975 года К-42 проходила средний ремонт на заводе «Звезда» в Большом Камне. В процессе ремонта была произведена перезарядка активных зон реакторов и установлено гидроакустическое оборудование нового поколения — ГАК МГК-400 «Рубикон» с гибкой протяжённой буксируемой антенной и система обнаружения кильватерного следа «Снегирь». К-42 стала единственной лодкой первого поколения, гидроакустические возможности которого позволяли на равных обнаруживать иностранные АПЛ, особенно с учётом того, что те недооценивали соперника.
28 июня 1978 года при совершении манёвра в условиях плохой видимости произошло столкновение К-42 с танкером «Силуэт». В результате столкновения подводная лодка получила незначительные повреждения обшивки лёгкого корпуса и обтекателя гидроакустического комплекса.
В 1980 году лодка находилась в текущем ремонте. После окончания ремонта, в 1981 году подводная лодка была передана 26-й дивизии подводных лодок и выполнила автономное плавание на боевую службу продолжительностью 40 суток.
8 мая 1981 года К-42 было присвоено почётное наименование «Ростовский комсомолец».
В 1983 году К-42 произвела автономный поход на боевую службу общей продолжительностью 270 суток, из которых 130—140 суток были ходовыми. Всего за время боевого похода лодка прошла 21131 морскую милю в подводном положении и 4096 морских миль в надводном.
В 1985 году лодка была поставлена в средний ремонт на СРЗ-30 в Шкотово-22 (бухта Чажма) со сроком окончания во втором квартале 1988 года. 10 августа 1985 года на подводной лодке К-431, проходящей перезарядку активных зон реакторов в непосредственной близости от К-42 произошёл тепловой взрыв реактора. В результате произошедшей аварии К-42 подверглась сильному радиоактивному заражению. В 1988 году правительственной комиссией было принято решение о нецелесообразности дальнейшего ремонта лодки.
В 1990 году К-42 была выведена из состава ВМФ. Примерно до 2007 года находилась в пункте временного хранения на плаву в бухте Чажма. После 2008 года была поэтапно утилизирована — сперва на ДВЗ «Звезда», затем блок из нескольких отсеков находился на плаву в бухте Разбойник. Впоследствии одноотсечный реакторный блок помещён в береговой пункт длительного хранения реакторных отсеков «Устричное» на территории ГК «ДальРАО».
Всего с момента спуска на воду К-42 прошла 144 481 морскую милю за 17 486 ходовых часов.

## Командиры
- 1963—1968: И. И. Панов
- май 1968 — август 1968: В. И. Заморев
- октябрь 1969 — август 1971: А. Ф. Мокиенко
- август 1971 — март 1973: Л. М. Алексаньян
- апрель 1973 — август 1975: В. М. Перепеч
- август 1975 — декабрь 1980: В. В. Бажев
- июль 1982 — февраль 1984: Е. И. Травин
- 1984—1989: А. Л. Рыжук